# Vera Virgin
Ragnhild Vera Maria Virgin, född Wachtmeister af Johannishus den 31 mars 1887 i Stockholm, död 2 februari 1966 i Vittsjö, Kristianstads län, var en svensk grevinna och målare.
Hon var dotter till riksbankskassören greve Carl Hans Wachtmeister af Johannishus och Maria Ingegerd Constantia Schmitterlöw och från 1914 gift med kaptenen och filosofie hedersdoktor Tore Yngar Virgin. Hon studerade vid Konstakademien i Stockholm 1907–1909. Makarna Virgin är begravda på Nya kyrkogården i Helsingborg.